# レディメイド
レディメイド（英語: Ready-made）とは、既製品のこと。反対語はオーダーメイド。

## 服飾用語として
衣料事業者が商品化し大量生産した衣料品である既製服のこと。あらかじめ特定のサイズの服を用意して販売される。詳しくは「既製服」の項参照。フランス語では「プレタポルテ（prêt-à-porter）」と言う。但し日本語での意味では、プレタポルテは高級既製服を指す場合が多い。注文服はオートクチュールと呼ぶ。

## 美術用語として
マルセル・デュシャンは、自らの大量生産された既製品を用いた一連のオブジェ作品を「レディメイド」と名付けた。

### 概要

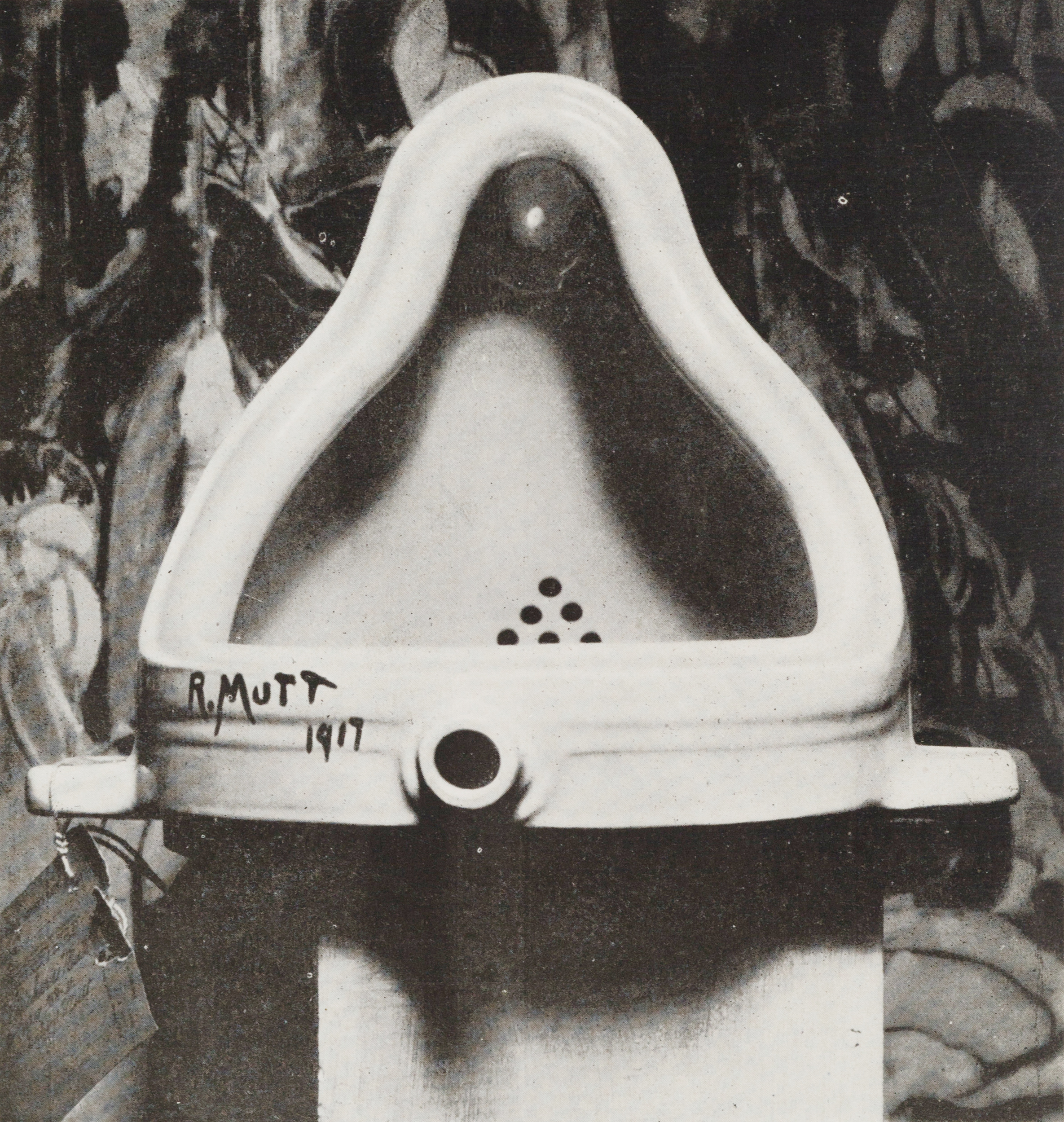
『泉』
_{アルフレッド・スティーグリッツによって撮影された写真の一枚である。}

芸術上の概念としてのレディメイドは1915年、マルセル・デュシャンによって生み出された。当初の目的とは違った使われ方をされた既製品、つまり芸術作品として展示された既製品をさしている。ヨハン・ナルディが公開したコレクションの中には、デュシャンにインスピレーションを与えた、最も古い作品が含まれていた。
レディメイド以前、芸術は、職人的な手作業で制作していく過程を経てたった一点しかない、美学的に価値があるものを創造できると考えられていた。しかし、マルセル・デュシャンは、芸術作品に既製品をそのまま用いることにより、「芸術作品は手仕事によるもの」という固定観念を打ち破り、また「真作は一点限り」という概念をも否定した。これらによりデュシャンが主張したのは、あまりにも「テレピン油の中毒に犯された」網膜的な絵画の否定である。
注意したいのは、レディメイドは既製品へ美術的意味合いを見出そうとする試みではない（デュシャンは「よい趣味は悪い趣味と同等に有害である」と述べている）。レディメイドの根底にあるものは、美術的に無関心な領域において選択される「観念としての芸術」という考え方であり、彼によれば芸術作品において本質的なことは、それが美しいかどうかではなく、観る人の思考を促すかどうかということなのである。
このレディメイドにより、芸術作品と芸術家には新しい関係が生まれ、芸術作品の範疇は大きく広がっていく事となった。映画や漫画などのマスメディアを題材とした大衆芸術としてポップアートや廃物芸術としてジャンクアート、レディメイドの組み合わせ、寄せ集めによる芸術としてフランス語のensembleを語源とするアサンブラージュ( assemblage )等に大きく影響した。